# El sueño de África
El sueño de África, con el subtítulo En busca de los mitos blancos del continente negro, es un libro de viajes escrito por Javier Reverte que relata un viaje del autor de varios meses por África oriental. El primer libro de los 3 que el autor ha escrito sobre este continente, que juntos reúnen la «Trilogía de África».
Publicado en 1996, fue un éxito de ventas y está considerado como uno de los libros de viajes más representativos del género publicados en España. La edición dispone de bibliografía e índice alfabético, que permiten que sea utilizada como obra de consulta.

## Trilogía de África
Javier Reverte ejerció como periodista durante casi 30 años en numerosos medios. Habiendo publicado ya varias novelas, alcanzó notoriedad como escritor de viajes con la publicación de tres libros dedicados a Nicaragua, Guatemala y Honduras, la Trilogía de Centroamérica. Tras esta trilogía inició una segunda, la Trilogía de África, que se compone de El sueño de África (1996), Vagabundo en África (2000) y Los caminos perdidos de África (2002).
Posteriormente, Reverte ha continuando escribiendo relatos basados en sus viajes, aunque abandonó el formato de la trilogía, alternando sus libros entre diferentes zonas del mundo.

## Sinopsis
Javier Reverte utiliza un estilo común a lo largo de sus libros de viajes, basado en alternar pasajes dedicados a la descripción del viaje realizado con pasajes dedicados a la historia de las zonas visitadas.
El Sueño de África recibe el subtítulo de «En busca de los mitos blancos del continente negro» debido a que los pasajes de explicación histórica se dedican en espacial a los europeos pioneros en la exploración de África oriental y su colonización. También se recoge la historia de reyes y dirigentes locales que tuvieron relaciones con estos europeos. Debido a las fechas en las se exploró y colonizó África oriental, la mayor parte de los capítulos históricos del libro se sitúan entre el siglo XIX y la I Guerra Mundial.
Los relatos que describen las vivencias durante el viaje que el autor realizó por la zona se centran en la relación de amistad con los africanos con los que coincide a lo largo del viaje; funcionarios, taxistas, camareros... al mismo tiempo que son críticos con los extranjeros visitantes del país que aparecen a lo largo del viaje.
A lo largo del libro existe el recuerdo constante hacia otros escritores que han recorrido la zona y escrito sobre ella, como Hemingway o Karen Blixen.

### Recorrido
El viaje recorre los países de Uganda, Tanzania y Kenia. Se inicia en Kampala, donde se trata el tema de la ciudad y la importancia del lago Victoria como centro de la vida de África oriental. Desde Kampala se visitan las fuentes del Nilo, que además de su espectacularidad tienen una gran importancia en la historia de la exploración africana, ya que su búsqueda fue la motivación de las primeras expediciones europeas realizadas a la zona de los grandes lagos.
Desde Kampala, el autor pretende realizar un viaje circular partiendo hacia el Kilimanjaro, pero se ve obligado a realizar el círculo previsto en sentido contrario, iniciando el recorrido hacia Dar es Salaam, Tanzania, país en el que visita además la ciudad de Bagamoyo y la isla de Zanzíbar. Posteriormente, llegado a Kenia, utiliza el «tren lunático» entre Monbasa y Nairobi y, desde esta última ciudad, recorre las tierras altas del país e inicia un «safari» por la zona fronteriza entre Tanzania y Kenia, por los parques nacionales del Ngorongoro y el Serengueti, antes de regresar a Kampala.